# Универзитет Лавал
Универзитет Лавал (фр. Université Laval) је државни универзитет у Квебеку. Порекло вуче од 1663, што га чини најстаријом установом вишег образовања у Канади и првом у Северној Америци која нуди образовање на француском језику. Рангиран је као један од десет најбољих универзитета у Канади.